# Fogólábú fátyolkák
A fogólábú fátyolkák (Mantispidae) a rovarok osztályába sorolt recésszárnyú fátyolkák (Neuroptera) rendjének egyik családja, 16 recens és két kihalt nemmel, mintegy 1200 ismert fajjal. Ezen fajok rendkívül változatosak, és számos ökológiai szerepet töltenek be, különösen ragadozóként. A fogólábú fátyolkák jellemzői közé tartozik a fogóláb, amelyet zsákmányuk elfogására használnak, és amely az átalakult első pár lábakból fejlődött ki. Érdekességük, hogy lárváik fejlődése szorosan kapcsolódik más ízeltlábúakhoz, például pókokhoz vagy rovarokhoz, amit parazitizmusuk jelez.

## Származásuk, elterjedésük
A fogólábú fátyolkák családja a recésszárnyú fátyolkák rendjén belül az egyik legősibb csoportként ismert. Az eddig feltárt fosszíliák tanúsága szerint a fogólábú fátyolkák eredete a mezozoikumra, azon belül is a jura időszakra tehető. Korai képviselőik morfológiája már ekkor is jelentős hasonlóságot mutatott a ma élő fajokkal, különösen a fogóláb felépítésében. A család fosszilis adatai alapján két kihalt nem is ismert, amelyek fontos betekintést nyújtanak a család evolúciós történetébe.
A fogólábú fátyolkák napjainkban világszerte elterjedtek, különösen a trópusi és szubtrópusi régiókban. A legnagyobb fajgazdagságot Afrikában, Dél-Amerikában és Délkelet-Ázsiában találjuk, ahol az éghajlati és ökológiai feltételek kedveznek szaporodásuknak és életmódjuknak. A mérsékelt övben ritkábban fordulnak elő, de néhány fajuk a melegebb évszakokban itt is megtalálható.
A család tagjai elsősorban erdős, párás élőhelyeken fordulnak elő, ahol elegendő zsákmány áll rendelkezésre mind a lárvák, mind a kifejlett egyedek számára. Egyes fajok elterjedése szorosan kapcsolódik azokhoz a gazdafajokhoz, amelyekkel lárvakorukban szimbiotikus vagy parazita kapcsolatban állnak, például pókokhoz vagy más ízeltlábúakhoz.

## Megjelenésük, felépítésük
A fogólábú fátyolkák különleges megjelenésű rovarok, amelyek könnyen felismerhetők az első pár lábuk fogószervvé (raptoriális végtaggá) alakult átalakulása alapján. Ez a fogóláb elsősorban zsákmányuk megragadására szolgál, amely tulajdonságuk miatt megjelenésük az ájtatos manókra (Mantodea) emlékeztet. Bár hasonlóságuk szembetűnő, a két csoport evolúciós értelemben nem áll szoros rokonságban egymással, csupán konvergens fejlődés eredményeként alakult ki hasonló testfelépítésük.
A testhosszuk általában 5–25 milliméter között változik, és szárnyaik áttetszőek, hálószerű erezettel. Az előtor (prothorax) megnyúlt és mozgékony, amely elősegíti a fogólábak hatékony működését. Nagy, összetett szemeik fejlett látást biztosítanak, ami ragadozó életmódjukhoz elengedhetetlen. Az imágók teste karcsú és aerodinamikus, ami repülési képességükben is megmutatkozik.
Színük általában a környezetükhöz való alkalmazkodást tükrözi: zöldes, barnás vagy szürkés árnyalatúak, ami segíti őket a rejtőzködésben és zsákmányuk becserkészésében. Egyes fajok élénkebb színű foltokkal is rendelkeznek, amelyek valószínűleg figyelemelterelő vagy kommunikációs szerepet tölthetnek be.
A fogólábú fátyolkák testfelépítése jól tükrözi alkalmazkodásukat a ragadozó életmódhoz, miközben megőrizték a recésszárnyú fátyolkákra jellemző morfológiai jegyeket, mint például az áttetsző szárnyakat és az összetett szárnyerezettséget. Első lábpáruk a zsákmány megragadását szolgáló fogószervvé alakult, ezért külsejük az ájtatos manókra emlékeztet.

## Életmódjuk, élőhelyük
A fogólábú fátyolkák életmódja rendkívül specializált, mind a lárvák, mind az imágók ragadozóként élnek. Ez a tulajdonság jól illeszkedik a család jellegzetes anatómiai és ökológiai vonásaihoz.
Imágók életmódja
A kifejlett fogólábú fátyolkák aktív ragadozók, amelyek leginkább bokrokon és alacsonyabb növényzeten mozognak. Éles látásukat és fogólábukat használva kisebb rovarokra vadásznak, például levéltetvekre, kisebb lepkékre vagy más apró ízeltlábúakra. Vadászati stratégiájukban gyakori a lesből támadás, amely során mozdulatlanul várakoznak, majd gyorsan lecsapnak a közelükbe kerülő zsákmányra.
Lárvák életmódja
A fogólábú fátyolkák lárvái szintén ragadozó életmódot folytatnak, fejlődésük azonban különösen érdekessé teszi őket. A legtöbb faj lárvái más ízeltlábúak – például pókok vagy rovarok – testéhez kapcsolódva fejlődnek. Egyes fajok lárvái a pókok petecsomóit keresik fel, ahol azok tojásait pusztítják. Ez a fejlődési stratégia egyfajta parazitizmus, amely a fajok túlélési sikerét biztosítja. A lárvák mozgékonyak és aktív kereső életmódot folytatnak, amíg megtalálják megfelelő gazdájukat.
Élőhelyük
A fogólábú fátyolkák leginkább meleg, párás éghajlatú területeken fordulnak elő. Trópusi és szubtrópusi régiókban a legelterjedtebbek, de néhány fajuk megtalálható a mérsékelt övi zónákban is. Főként erdős, cserjés élőhelyeken élnek, ahol bőséges zsákmány és megfelelő búvóhely áll rendelkezésre. Az imágók általában a növényzeten vadásznak, míg a lárvák specifikus gazdafajaik élőhelyét követik.
A fogólábú fátyolkák életmódja jól tükrözi evolúciós alkalmazkodásukat a ragadozó életformához, miközben ökológiai szerepük fontos az ízeltlábúak közösségében.